# Marco Formentini
Marco Formentini (ur. 14 kwietnia 1930 w La Spezia, zm. 2 stycznia 2021 w Mediolanie) – włoski polityk, eurodeputowany dwóch kadencji, burmistrz Mediolanu.

## Życiorys
W wieku 14 lat brał udział w działaniach włoskiego ruchu oporu. Przeniósł się następnie z rodziną do Belgii. Ukończył studia prawnicze, po czym pracował w przedsiębiorstwach przemysłowych.
Zaangażował się w działalność Włoskiej Partii Socjalistycznej w Lombardii, w połowie lat 80. został jednym z liderów regionalnych Ligi Północnej. W 1992 został posłem do Izby Deputowanych XI kadencji (do 1994). W latach 1993–1997 sprawował urząd burmistrza Mediolanu.
W 1994 i 1999 uzyskiwał mandat posła do Parlamentu Europejskiego IV i V kadencji, który sprawował do 2004. Przez część tego okresu był deputowanym niezrzeszonym, zasiadał także w grupie liberalnej. Pracował m.in. w Komisji Zatrudnienia i Spraw Socjalnych.
Pod sam koniec lat 90. opuścił Ligę Północną, przystępując do Demokratów. Z tym ugrupowaniem współtworzył następnie partię Margherita, a w 2007 Partię Demokratyczną.